# كان أكين
كان أكين (بالتركية: Can Akın)‏ مواليد 30 يناير 1983 في إسطنبول، هو لاعب كرة سلة تركي. بدأ مسيرته الاحترافية في سنة 2002. يبلغ طوله 6 قدم 2.75 بوصة (1.9 م).

## المسيرة الاحترافية
لعب مع تورك تيليكوم في الدوري التركي من سنة 2002 إلى 2004، ثم لعب مع بانفيت لكرة السلة من سنة 2004 إلى 2006، ثم لعب مع نادي أنادولو إفيس لكرة السلة في موسم 2006–2007، ثم لعب مع غلطة سراي لكرة السلة في الدوري التركي في موسم 2009–2010، ثم لعب مع بشكتاش لكرة السلة من سنة 2011 إلى 2013، ثم لعب مع تورك تيليكوم في الدوري التركي في موسم 2013–2014.

## روابط خارجية
- كان أكين على موقع الاتحاد الدولي لكرة السلة (الإنجليزية)
- كان أكين على موقع الدوري الأوروبي لكرة السلة (الإنجليزية)
- كان أكين على موقع كرة السلة الأوروبية.كوم (الإنجليزية)
- كان أكين على موقع ريلجم (الإنجليزية)
- كان أكين على موقع بروبوليرز (الإنجليزية)
- كان أكين على موقع سبورتس رفرنس (الإنجليزية)